# S4 (水雷艇)
水雷艇S4（フィンランド語:Torpedovene S4）は、フィンランドの水雷艇（Torpedovene）である。元はロシア帝国海軍の所属艦艇で、フィンランドがロシア帝国から独立を果たすことになったロシア革命からフィンランド内戦にかけての動乱期にフィンランド独立派によって捕獲され、その海軍へ編入された。

## 概要

### 前半生
S4は、ロシア帝国海軍向けに建造されたソーコル級水雷艇の9番艇として建造された。建造当初の名称は、ロシア語で「渡鴉」を意味するヴォーロン（Воронヴォーラン）であった。1899年1月13日にバルト艦隊に登録、サンクトペテルブルクのネーフスキイ造船・機械工場で起工、同年8月31日には進水、1902年5月にバルト艦隊へ配備された。配備に先立ち、3月22日(旧暦3月9日)付けで名称はレーズヴイ（Резвыйリェーズヴィイ）に変更された。これは、「活発な、腕白な」といった意味のロシア語の形容詞である。
1907年10月10日には、ソーコル級のような大型の航洋水雷艇は新たに設置された艦隊水雷艇（Эскадренный миноносец）に類別を変更された。これは、イギリスなどでいうところの駆逐艦（ロシア語では「Истребитель」という）に当たる艦種であった。1908年から1909年にかけて、レーズヴイはヘルシンキの「ソーコル」社の工場においてオーバーホールを受けた。1913年には、サンクトペテルブルクの「エクルント&Co」社の工場においてボイラー部品の交換と武装の変更が施工された。この際、搭載機関は完全に修繕され、掃海装備が追加された。また、搭載する旋回式水上魚雷発射管や砲もより大口径のものに換装され、機関銃が追加された。
第一次世界大戦では戦場掃海任務に就き、前線での哨戒任務や輸送任務に従事した。1916年1月からは掃海分艦隊第2戦隊に編入され、掃海艇として使用された。

### 革命と内戦
1917年前期には、二月革命に参加した。所属は臨時政府バルト艦隊となった。同年秋に十月革命が発生すると、11月7日付けで赤軍の赤色バルト艦隊に編入された。赤軍はロシア内戦初期には優位に戦いを進めたが、ドイツ帝国とフィンランド独立派が連合して反攻に転じると一挙に劣勢となった。1918年3月3日にブレスト＝リトフスク条約でソヴィエト・ロシアの赤軍が撤退することになると、フィンランド湾にあったソヴィエト・ロシア艦艇は3月15日にソヴィエト・フィンランドへ譲渡された。
結局、これらの艦艇は内戦に勝利を収めたドイツ帝国軍とフィンランド白衛軍によって奪取された。4月13日、白衛軍はそれらの艦艇をフィンランド海軍へ編入することを決定した。ヘルシンキで白衛軍に捕獲されていたレーズヴイは水雷艇に類別を戻され、水雷艇S4としてフィンランド海軍に配備された。S4は、他のソーコル級駆逐艦の4 隻および改スーンガリ級水雷艇の1 隻と合わせてS級水雷艇と呼ばれるようになった。
1920年にフィンランドとソヴィエト・ロシアとの間に締結されたタルトゥ条約に基づき、1922年にはS4はフィンランド海軍を除籍され、ソヴィエト・ロシア政府に引き渡された。S4はすっかり旧式化しており、再配備には及ばないと判断したソ連政府はS4の解体を決定した。S4は解体作業実施のため「コムゴスフォンドフ」に引き渡され、1925年11月21日付けで赤色海軍を除籍された。